# 新昌乡
新昌乡，是中华人民共和国浙江省衢州市常山县下辖的一个乡镇级行政单位。

## 行政区划
新昌乡下辖以下地区：
新昌村、彤坑村、下徐村、黄塘村、輶辂村、鄢家村、谢家村、外輶辂村、岩前村、瑶岭村、郭塘村、葛畈村、吴家村、新锋村、对坑村、祝家源村、蕉坞村、铜山村、下坑坞村、达塘村、对坞村、安坑村、半源村和西岭脚村。